# جويل يانسي
جويل يانسي هو سياسي أمريكي، ولد في 21 أكتوبر 1773 في مقاطعة ألبمارل في الولايات المتحدة، وتوفي في 1 أبريل 1838 في مقاطعة بارين في الولايات المتحدة. نشط حزبياً في الحزب الديمقراطي. وقد انتخب عضو مجلس النواب الأمريكي ‏.